# Donald Cram
Donald James Cram (ur. 22 kwietnia 1919 w Chester, zm. 17 czerwca 2001 w Palm Desert) – amerykański chemik, laureat Nagrody Nobla.
Uczęszczał do Rollins College na Florydzie, następnie studiował na University of Nebraska. Stopień doktora w zakresie chemii organicznej uzyskał w 1947 na Uniwersytecie Harwarda. W tym samym roku podjął pracę na Uniwersytecie Kalifornijskim w Los Angeles, gdzie w 1956 roku uzyskał tytuł profesora.

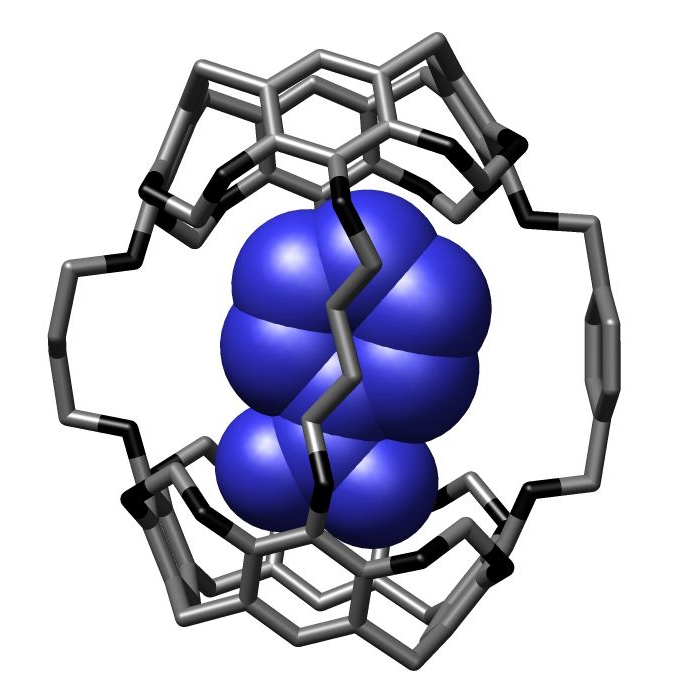
Wizualizacja struktury krystalicznej uzyskanego przez Crama związku zawierającego cząsteczkę nitrobenzenu zamkniętą wewnątrz karcerandu

W swojej pracy zajmował się m.in. eterami koronowymi, odkrytymi przez Charlesa Pedersena. Cram uzyskał związki tworzące struktury trójwymiarowe, pozwalające na zamknięcie cząsteczki innego związku (gościa). Związki tego typu opisuje chemia supramolekularna.
W 1987 roku, wraz z Jean-Marie Lehnem oraz Charlesem Pedersenem, otrzymał Nagrodę Nobla w dziedzinie chemii za ich wkład w badania cząsteczek, które dzięki swej strukturze oddziałują w sposób wysoce selektywny z innymi cząsteczkami.